# Котто, Мигель Анхель
Мигель Анхель Котто (исп. Miguel Angel Cotto; 29 октября 1980 года, Кагуас, Пуэрто-Рико) — пуэрто-риканский боксёр-профессионал, выступающий в средней весовой категории. Член Олимпийской сборной Пуэрто-Рико 2000 года. Чемпион мира в 1-й полусредней (версия WBO, 2004—2006), полусредней (версия WBA, 2006—2009, версия WBO, 2009), 1-й средней (версии WBA, 2010—2012; WBO, 2017—н. в.) и средней (версии WBC, 2014—2015; The Ring 2014—2015) весовых категориях. Единственный в истории бокса пуэрто-риканский боксёр, сумевший завоевать титулы в 4-х весовых категориях. В целом, победил 20 боксёров за титул чемпиона мира.
Двоюродный брат Абнера Котто.

## Любительская карьера
- 1997 Выиграл Панамериканские Игры. Победил Хавьера Асвальдо Альвареса (Аргентина) в финале
- 1998 Второе место на юношеских Панамериканских играх. Проиграл в финале Дану Лафрамбосу (Канада)
- 1998 Второе место на чемпионате мира
  - Победил Андрея Колевина (Украина) PTS (15-3)
  - Победил Дана Лафрамбоса (Канада) PTS (6-1)
  - Победил Дариуса Хасеекуса (Литва) PTS (9-5)
  - Проиграл Антону Солопову (Россия) PTS (8-9)
- 1998 Второе место на центрально американских Карибских играх
  - Победил Луиса Антонио Авеко (Мексика) PTS (+25-25)
  - Победил Карлоса Кастро (Доминиканская Республика) PTS (12-4)
  - Проиграл Марио Кинделану (Куба) PTS (2-20)
- 1999 Выступил на Панамериканских играх
  - Проиграл Дану Лафрамбосу (Канада) PTS (2-5)
- 1999 выступил на Чемпионате Мира
  - Проиграл Робертасу Номеикасу (Литва) PTS
- 2000 Выиграл центрально американские Карибские игры
- 2000 Принял участие на Олимпийских играх
  - Проиграл Мухаммадкадыру Абдуллаеву (Узбекистан) 7-17

## Профессиональная карьера
Дебютировал в феврале 2001 года.
В декабре 2003 года Котто в 8-м раунде нокаутировал не имеющего поражений, Карлоса Мауссу (17-0).
В феврале 2004 года он в 4-м раунде нокаутировал Викториано Сосу.
В мае 2004 года Котто в элиминаторе победил по очками Лавмора Нду.

### Чемпионские бои во втором лёгком весе
В сентябре 2004 года в Пуэрто-Рико состоялся бой за вакантный титул WBO в 1-м полусреднем весе между непобеждёнными боксёрами — местным бойцом Мигелем Анхелем Котто и бразильцем Келсоном Пинту. В конце 2-го раунда Котто провёл двойку — правый хук в челюсть, и затем левый туда же. Пинту упал на канвас. Он же поднялся, и оперившись на канат, едва снова не упал. Котто не смог добить противника. В конце 5-го раунда Котто провёл несколько серий ударов в голову противника. Бразилец падая, упёрся в противника, а затем, пытаясь устоять, пролетел полринга. Пинту сразу же поднялся. Рефери отсчитал нокдаун. В начале 6-го раунда Котто запер бразильца в углу и обрушил град ударов. Под воздействием ударов Пинту упал на канвас. Бразилец смог подняться, но находился в прострации. Рефери прекратил поединок.
В декабре 2004 года Котто в 6-м раунде нокаутировал Рэндалла Бейли.

#### Бой с Демаркусом Корли
В феврале 2005 года в Пуэрто-Рико Мигель Котто встретился с Демаркусом Корли. В начале 1-го раунда Котто провёл правый хук в грудь и затем левый в голову. Корли опустился на колено, но сразу же поднялся. Рефери отсчитал нокдаун. В конце 5-го раунда Котто провел левый хук в корпус и Корли опустился на колено. Рефери отсчитал нокдаун. Корли с ним не согласился. Сразу же после возобновления поединка Котто пошёл на противника. Уходя от ударов, Корли вновь опустился на колено. Рефери прекратил поединок, не открывая счёта. Корли вновь не согласился с решением рефери. Остановка была спорной. Комментатор HBO Ларри Мерчант назвал остановку боя позорной (англ. stoppage disgrace).

#### Бой с Мухаммадкадыром Абдуллаевым
В июне 2005 года Котто встретился с Мухаммадкадыром Абдуллаевым, которому проиграл на Олимпийских играх 2000 года. К концу боя у Абдуллаева закрылся правый глаз. В начале 9-го раунда рефери прервал поединок и отвёл узбекского боксёра к врачу. Доктор посоветовал прекратить поединок. Рефери зафиксировал нокаут в пользу пуэрториканца.

#### Бой с Рикардо Торресом
В сентябре 2005 года состоялся бой двух непобеждённых бойцов — Мигеля Анхеля Котто и колумбийца Рикардо Торреса. В середине 1-го раунда Котто встречной двойкой — правым хуком в челюсть, и затем левым — отправил противника в нокдаун. Торрес сразу же поднялся. Во 2-м раунде Торрес сразу же начал бомбить пуэрториканца. В середине 2-го раунда Торрес провёл двойку в челюсть. Котто попытался спастись в клинче, но Торрес от него оторвался. Котто упал на канвас. Рефери отсчитал 1-й нокдаун в его карьере. Котто не согласился с рефери, посчитав, что его толкнули. В середине 3-го раунда Котто провёл удар ниже пояса. Рефери приостановил поединок, и дал Торресу время на восстановление. В середине 4-го раунда Котто провёл правый хук в голову, а затем левый в корпус. После этого он опёрся правой рукой на голову Торреса, и тот упал на канвас. Рефери отсчитал нокдаун. В конце 6-го раунда Торрес во время своей атаки пропустил в челюсть встречную двойку и опустился на колени. Рефери отсчитал очередной нокдаун. В середине 7-го раунда Котто запер противника в углу и провёл серию ударов в голову и корпус. Торрес рухнул на канвас. Он не успел подняться на счёт 10, и рефери зафиксировал нокаут.
В марте 2006 года он в 8-м раунде нокаутировал Джанлуку Бранко.
В июне 2006 года Котто победил по очкам непобеждённого Пола Малиньяджи. После этого боя Котто поднялся в полусредний вес.

### Чемпионские бои в полусреднем весе
В декабре 2006 года состоялся бой за вакантный титул WBA в полусреднем весе между двумя непобеждёнными пуэрториканцами Мигелем Котто и Карлосом Кинтаной. Бой получился зрелищным. В конце 5-го раунда Котто левым боковым в печень послал противника на канвас. Кинтана с трудом поднялся. Котто бросился его добивать, и после серии ударов Кинтана вновь упал. Он вновь встал. Рефери Стив Смогер, который известен, тем, что позволяет боксёрам добивать друг друга до тяжёлого нокаута, позволил поединку продолжиться. Кинтана продержался до гонга. В перерыве между 5-м и 6-м раундами врач посоветовал прекратить бой.
В марте 2007 года Котто встретился с немцем турецкого происхождения Октая Уркала. В 7-м раунде судья снял с Уркала очко за движение головой. В 11-м раунде за такое же нарушение рефери вновь снял с него очко. Недовольный судейством тренер немца выбросил полотенце.

#### Бой с Забом Джудой
В июне 2007 года Котто вышел на ринг против бывшего абсолютного чемпиона мира в полусреднем весе Заба Джуды. В середине 3-го раунда Котто провёл левый хук в пах. Джуда согнулся и упал на канвас. Рефери снял с пуэрториканца очко. В начале 11-го раунда Котто провёл в голову правый хук, затем левый апперкот и правый хук вскользь. Джуда упал на канвас. Он поднялся на счёт 5. Котто продолжил атаковать. Джуда вошёл в клинч. Рефери разнял бойцов. Котто опять пошёл в атаку. Джуда пропустил несколько ударов, и попытался уйти от атаки. В этом время рефери форсировал события и остановил бой. Джуда решение не оспаривал.

#### Бой с Шейном Мосли
В ноябре 2007 года Мигель Анхель Котто встретился с Шейном Мосли. В близком бою судьи объявили победителем Котто.
В апреле 2008 года Котто вышел на ринг против Альфонсо Гомеса. Котто доминировал весь бой. В конце 2-го раунда он правым хуком попал в живот, и Гомес упал. Мексиканец сразу же поднялся. В конце 3-го раунда Котто провёл левый хук в район печени, и Гомес упал на колени. Рефери начал считать нокдаун. На счёт 5 прозвучал гонг, и рефери прекратил отсчёт. Мексиканец всё ещё был на полу. Гонг спас Гомеса, хотя по правилам данного боя гонг не спасал боксёра. В середине 5-го раунда Котто выбросил левый встречный джеб в голову противника, и тот упал на пол. Гомес поднялся на счёт 4. В перерыве между 5-м и 6-м раундами рефери вызвал в угол Гомеса врача, который посоветовал остановить бой. Котто победил техническим нокаутом.

#### Бой с Антонио Маргарито. Первое поражение
Это было первое поражение Котто на профессиональном ринге. Мигель Котто активно начал поединок, работая вторым номером, подпуская к себе Антонио Маргарито. Мексиканец ловил удары своей челюстью, и было непонятно, как он ещё не упал. После середины боя, было видно, как пуэрториканец выдохся, и уже не может перейти к активным атакующим действиям. Мексиканец же наоборот, сэкономил силы, и начал гонять Котто по рингу. В 11-м раунде Мигель Котто сел на колено, и рефери отсчитал нокдаун. Встав, он попятился назад, и снова опустился на колено. Из угла пуэрториканца вылетело белое полотенце.
В феврале 2009 года в бою за вакантный титул Чемпиона Мира WBO, Котто нокаутировал американца Майкла Дженнингса
13 июня 2009 года Котто в сложном поединке за чемпионский пояс по версии WBO раздельным решением судей победил боксёра из Ганы, Джошуа Клотти. Решение было спорным.

#### Бой с Мэнни Пакьяо
Первый раунд боя прошёл в равной борьбе, но уже во втором раунде Пакьяо полностью захватил инициативу. В третьем раунде Пакьяо отправил Котто в нокдаун. Второй раз Котто побывал на канвасе в четвёртом раунде. Пакьяо доминировал весь бой и в начале двенадцатого раунда, после многоударной комбинации филиппинца рефери остановил бой, зафиксировав победу «Пак мэна» техническим нокаутом.

### Бои за титулЧемпиона Мирав первом среднем весе
После поражения от Мэнни Пакьяо Котто поднялся в первый средний вес и в июне 2010 года встретился с чемпионом по версии WBA Юрием Форманом.. Первые шесть раундов в ринге шёл конкурентный и довольно близкий бой, в котором Котто имел небольшое преимущество за счёт агрессии и гораздо более увесистых ударов. Форман в своём обычном стиле безостановочно двигался, по большей части назад и в стороны, постреливая прямыми с дистанции, и изредка переходил в атаку, резко меняя направление движения и бросаясь вперёд с комбинациями неакцентированных ударов, которые не наносили Котто сколь-либо заметного ущерба. Котто же поддавливал и эффективно резал углы, стараясь лишить противника возможности для манёвра, и действовал в основном левой рукой. Несмотря на скорость и подвижность Юрия, а также его превосходство в росте и длине рук, Мигелю регулярно удавалось доставать чемпиона джэбом и реже — левым боковым в голову и корпус. В середине 7-го раунда Форман оступился, упал и травмировал ногу, но согласился продолжить поединок. В конце 7-го раунда Форман неудачно ступил на травмированную ногу и вновь упал, но снова поднялся и достоял до конца раунда. Он вышел на следующий раунд и старался сопротивляться, вступая с Котто в размены, но пропускал очень много ударов, и из его угла вылетело полотенце. Команды боксёров тут же вышли на ринг, однако рефери выгнал с ринга посторонних и заявил, что поединок продолжается (ринг анонсёр Майкл Баффер объявил, что полотенце выбросили не из угла Формана, а из зрительского зала). Не имея возможности двигаться в привычном ключе, Форман стал лёгкой мишенью для Мигеля и после окончания 8-го раунда вернулся в свой угол сильно избитым. В 9-м раунде Котто догнал соперника у канатов и нанёс левый боковой в область печени. Форман с гримасой боли опустился на настил ринга, и рефери остановил поединок без отсчёта. Котто стал чемпионом в третьей весовой категории...
В марте 2011 года Котто проводил первую защиту титула WBA в первом среднем весе против известного никарагуанца Рикардо Майорги. Майорга время от времени кривлянием в ринге старался вывести противника из равновесия. Котто, однако, спокойно продолжал делать свою работу, и в 12-м раунде после пропущенного левого бокового в голову Майорга сначала оказался в нокдауне, а затем отказался продолжать бой, сославшись на травму левой руки.

#### Реванш с Антонио Маргарито
Котто сумел взять реванш за поражение от Маргарито в июле 2008 года. Начало боя проходило с преимуществом Котто, ближе к середине Маргарито сумел поднять темп и бой немного выровнялся. В середине боя у Маргарито почти полностью закрылся правый глаз. В восьмом и девятом раундах Маргарито стал пропускать больше ударов. Когда прозвучал гонг к началу десятого раунда, в углу мексиканца всё ещё продолжались обсуждения с участием врача и рефери, после чего было принято решение остановить поединок, несмотря на протесты Маргарито и членов его команды

#### Бой с Флойдом Мэйвезером
Один из лучших боксёров мира независимо от весовой категории 35-летний американец Флойд Мейвезер-младший завоевал титул чемпиона мира в первом среднем весе по версии WBA, победив единогласным решением судей теперь уже бывшего обладателя этого титула 31-летнего пуэрториканца Мигеля Котто. Начало поединка осталось за Мейвезером, однако в средних раундах Котто смог составить Мейвезеру конкуренцию. В двенадцатом раунде Мейвезер серьёзно потряс Котто, однако тот сумел устоять на ногах. Бой прошёл в рамках первого среднего веса (до 69.85 кг) за титул Котто. Мэйвезер одержал победу единогласным решением судей по итогам 12 раундов поединка — 118—110, 117—111, 117—111.

#### Бои с Траутом и Родригесом
1 декабря 2012 года Котто проиграл по очкам в бою за титул Чемпиона Мира в первом среднем весе по версии WBA, американцу, Остину Трауту.
После поражения от Траута Котто стал тренировать известный американский тренер, Фредди Роуч.
5 октября 2013 года в Эмвей центре, Мигель Анхель Котто нокаутировал доминиканского боксёра Делвина Родригеса и уверенно вернулся в большой бокс.

### Средний вес

#### Бой с Серхио Мартинесом
7 июня 2014 года в Нью-Йорке на арене Мэдисон-Сквер-Гарден, состоялось большое ppv-шоу, с участием Мигеля Котто и чемпионом мира в среднем весе, лидером весовой категории, аргентинцем, Серхио Мартинесом. Поединок превзошёл все ожидания, и уже в первом раунде Котто трижды отправил чемпиона в нокдаун. Эти удары сломили Мартинеса и он так и не сумел хорошо восстановиться. Вплоть до девятого раунда Котто избивал Мартинеса, но аргентинец держался. В девятом раунде обессиленный Мартинес сумел достоять до гонга, но не вышел на 10-й раунд. Котто победил отказом от продолжения поединка, и вновь вошёл в список самых лучших боксёров вне зависимости от весовой категории. Поединок проходил в промежуточной весовой категории 159 фунтов (около 72 кг), но титулы Мартинеса стояли на кону. Котто стал новым чемпионом мира в среднем весе по версиям WBC и The Ring.

#### Бой с Дэниэлом Гилом
6 июня 2015 года в Нью-Йорке на арене Мэдисон-Сквер-Гарден, состоялся бой между Дэниэлом Гилом и Мигелем Котто. Со старта поединка Мигель взял преимущество в свои руки и не отпускал до самого его окончания. В четвёртом раунде Котто отправил Гила в тяжёлый нокдаун, после которого бой хоть и продолжился, но не долго. После нескольких серийных атак Гил снова оказался в нокдауне, после которого отказался продолжать поединок.

#### Бой с Саулем Альваресом
Следующим соперником Мигеля должен был стать казахстанец Геннадий Головкин, владеющий титулом временного чемпиона WBC. Промоутерская компания Roc Nation, ведущая дела Котто, должна была заплатить команде Головкина 800 тысяч долларов, чтобы провести бой с мексиканцем Саулем Альваресом. Контракт на бой Котто — Альварес был подписан. Позднее WBC потребовал от обоих боксёров по 300 тысяч долларов, за санкционирование этого боя. Котто отказался платить данный взнос. 17 ноября 2015 года Котто был лишён титула чемпиона мира в среднем весе по версии WBC. Пояс стал вакантным. Если победит Канело Альварес, то он станет новым чемпионом.
Бой между Котто и Альваресом состоялся 21 ноября 2015 года. Поединок продлился все 12 раундов и завершился победой мексиканского боксёра единогласным решением судей.

#### Чемпионский бой с Ёсихиро Камэгаи
Котто завоевал вакантный титул чемпиона мира по версии WBO в 1-м среднем весе.

#### Чемпионский бой с Садамам Али
Этот бой Мигель проиграл по очкам единогласным решением судей — 113—115, 112—116, 113—115.
После этого боя Мигель Котто завершил свою боксёрскую карьеру.

## Список поединков
В таблице перечислены результаты всех поединков боксёров.
В каждой строке указан результат поединка. Дополнительно номер поединка обозначен цветом, который обозначает итог поединка. Расшифровка обозначений и цветов представлена в нижеследующей таблице.
| Пример | Расшифровка                     |
| ------ | ------------------------------- |
|        | Победа                          |
|        | Ничья                           |
|        | Поражение                       |
|        | Планируемый поединок            |
|        | Поединок признан несостоявшимся |
| КО     | Нокаут                          |
| ТКО    | Технический нокаут              |
| PTS    | Решение судей (по очкам)        |
| UD     | Единогласное решение судей      |
| MD     | Решение большинства судей       |
| SD     | Раздельное решение судей        |
| RTD    | Отказ от продолжения боя        |
| DQ     | Дисквалификация                 |
| NC     | Поединок признан несостоявшимся |

| 47 поединков, 41 победа (33 нокаутом), 6 поражений. | 47 поединков, 41 победа (33 нокаутом), 6 поражений. | 47 поединков, 41 победа (33 нокаутом), 6 поражений. | 47 поединков, 41 победа (33 нокаутом), 6 поражений. | 47 поединков, 41 победа (33 нокаутом), 6 поражений. | 47 поединков, 41 победа (33 нокаутом), 6 поражений. | 47 поединков, 41 победа (33 нокаутом), 6 поражений.                                                                                               |
| Бой                                                 | Рекорд                                              | Дата                                                | Соперник                                            | Результат                                           | Место боя                                           | Данные о бое |
| --------------------------------------------------- | --------------------------------------------------- | --------------------------------------------------- | --------------------------------------------------- | --------------------------------------------------- | --------------------------------------------------- | --- |
| 47                                                  | 41-6                                                | 2 декабря 2017                                      | Садам Али (25-1)                                    | UD 12                                               | Мэдисон-Сквер-Гарден, Нью-Йорк, США                 | Бой за вакантный титул чемпиона мира по версии WBO в первом среднем весе. Счёт судей: 113-115, 112-116, 113-115.                                  |
| 46                                                  | 41-5                                                | 26 августа 2017                                     | Ёсихиро Камэгаи (27-3-2)                            | UD 12                                               | Карсон, Калифорния, США                             | Завоевал вакантный титул чемпиона мира по версии WBO в 1-м среднем весе.победа                                                                    |
| 45                                                  | 40-5                                                | 21 ноября 2015                                      | Сауль Альварес (45-1-1)                             | UD 12                                               | Лас-Вегас, Невада, США                              | Бой за вакантный титул чемпиона мира по версии WBC в среднем весе. Счёт судей: 110-118, 109-119, 111-117.                                         |
| 44                                                  | 40-4                                                | 6 июня 2015                                         | Дэниэл Гил (31-3-0)                                 | ТКО 4 (12)                                          | Мэдисон-Сквер-Гарден, Нью-Йорк, США                 | Защитил титулы WBC (1-я защита Котто) и The Ring в среднем весе. Гил 2 раза в нокдауне в 4 раунде.                                                |
| 43                                                  | 39-4                                                | 7 июня 2014                                         | Серхио Мартинес (51-2-2)                            | RTD 9 (12)                                          | Мэдисон-Сквер-Гарден, Нью-Йорк, США                 | Выиграл титул WBC и The Ring в среднем весе. Мартинес 3 раза в нокдауне в 1 раунде и 1 раз в 9 раунде.                                            |
| 42                                                  | 38-4                                                | 5 октября 2013                                      | Делвин Родригес (28-6-3)                            | TKO 3 (12), 0:18                                    | Орландо, США                                        | |
| 41                                                  | 37-4                                                | 1 декабря 2012                                      | Остин Траут (25-0)                                  | UD 12                                               | Нью-Йорк, США                                       | 111-117, 111-117, 109-119. Бой за титул WBA в первом среднем весе.                                                                                |
| 40                                                  | 37-3                                                | 5 мая 2012                                          | Флойд Мейвезер (42-0)                               | UD 12                                               | Лас-Вегас, США                                      | 110-118, 111-117, 111-117. Потерял титул WBA Super в первом среднем весе.                                                                         |
| 39                                                  | 37-2                                                | 3 декабря 2011                                      | Антонио Маргарито (2) (38-7)                        | RTD 9 (12), 3:00                                    | Нью-Йорк, США                                       | Защитил титул WBA Super в первом среднем весе. Маргарито не смог продолжать бой из-за гематомы под правым глазом.                                 |
| 38                                                  | 36-2                                                | 12 марта 2011                                       | Рикардо Майорга (29-7-1)                            | TKO 12 (12), 0:53                                   | Нью-Йорк, США                                       | Защитил титул WBA Super, выиграл вакантный титул WBB в первом среднем весе. Майорга в нокдауне в 12 раунде.                                       |
| 37                                                  | 35-2                                                | 5 июня 2010                                         | Юрий Форман (28-0)                                  | TKO 9 (12), 0:42                                    | Нью-Йорк, США                                       | Выиграл титул WBA в первом среднем весе. |
| 36                                                  | 34-2                                                | 14 ноября 2009                                      | Мэнни Пакьяо (49-3-2)                               | TKO 12 (12), 0:55                                   | Лас-Вегас, США                                      | Потерял титул WBO в полусреднем весе. Котто в нокдауне в 3-м и 4-м раунде.                                                                        |
| 35                                                  | 34-1                                                | 13 июня 2009                                        | Джошуа Клотти (35-2)                                | SD 12                                               | Нью-Йорк, США                                       | 116-111, 115-112, 113-114. Защитил титул WBO в полусреднем весе.                                                                                  |
| 34                                                  | 33-1                                                | 21 февраля 2009                                     | Майкл Дженнингс (34-1)                              | TKO 5 (12), 2:38                                    | Нью-Йорк, США                                       | Выиграл вакантный титул WBO в полусреднем весе.                                                                                                   |
| 33                                                  | 32-1                                                | 26 июля 2008                                        | Антонио Маргарито (36-5)                            | TKO 11 (12), 2:05                                   | Лас-Вегас, США                                      | Потерял титул WBA в полусреднем весе. |
| 32                                                  | 32-0                                                | 18 апреля 2008                                      | Альфонсо Гомес (18-3-2)                             | RTD 5 (12), 3:00                                    | Атлантик-Сити, США                                  | Защитил титул WBA в полусреднем весе. Гомес в нокдаунах во 2, 3, 5 раундах.                                                                       |
| 31                                                  | 31-0                                                | 10 ноября 2007                                      | Шейн Мосли (44-4)                                   | UD 12                                               | Нью-Йорк, США                                       | 115-113, 116-113, 115-113. Защитил титул WBA в полусреднем весе.                                                                                  |
| 30                                                  | 30-0                                                | 9 июня 2007                                         | Заб Джуда (34-4)                                    | TKO 11 (12), 0:49                                   | Нью-Йорк, США                                       | Защитил титул WBA в полусреднем весе. |
| 29                                                  | 29-0                                                | 3 марта 2007                                        | Октай Уркал (38-3)                                  | TKO 11 (12), 1:01                                   | Сан-Хуан, Пуэрто-Рико                               | Защитил титул WBA в полусреднем весе. |
| 28                                                  | 28-0                                                | 2 декабря 2006                                      | Карлос Кинтана (23-0)                               | RTD 5 (12), 3:00                                    | Атлантик-Сити, США                                  | Выиграл вакантный титул WBA в полусреднем весе.                                                                                                   |
| 27                                                  | 27-0                                                | 10 июня 2006                                        | Пол Малиньяджи (21-0)                               | UD 12                                               | Нью-Йорк, США                                       | 115-112, 116-111, 116-111. Защитил титул WBO в первом полусреднем весе. Малиньяджи в нокдауне во 2 раунде.                                        |
| 26                                                  | 26-0                                                | 4 марта 2006                                        | Джанлука Бранко (36-1-1)                            | TKO 8 (12), 0:49                                    | Баямон, Пуэрто-Рико                                 | Защитил титул WBO в первом полусреднем весе. |
| 25                                                  | 25-0                                                | 24 сентября 2005                                    | Рикардо Торрес (28-0)                               | KO 7 (12), 1:52                                     | Атлантик-Сити, США                                  | Защитил титул WBO в первом полусреднем весе. |
| 24                                                  | 24-0                                                | 11 июня 2005                                        | Мухаммадкадыр Абдуллаев (15-1)                      | TKO 9 (12), 0:57                                    | Нью-Йорк, США                                       | Защитил титул WBO в первом полусреднем весе. |
| 23                                                  | 23-0                                                | 26 февраля 2005                                     | Демаркус Корли (29-3-1)                             | TKO 5 (12), 2:45                                    | Баямон, Пуэрто-Рико                                 | Защитил титул WBO в первом полусреднем весе. |
| 22                                                  | 22-0                                                | 11 декабря 2004                                     | Рэндалл Бейли (28-4)                                | TKO 6 (12), 1:39                                    | Нью-Йорк, США                                       | Защитил титул WBO в первом полусреднем весе. Бой остановлен врачом в связи с рассечениями у Бейли.                                                |
| 21                                                  | 21-0                                                | 11 сентября 2004                                    | Келсон Пинту (21-0)                                 | TKO 6 (12), 0:32                                    | Сан-Хуан, Пуэрто-Рико                               | Выиграл вакантный титул WBO в первом полусреднем весе. Первый титул чемпиона мира в карьере Котто.                                                |
| 20                                                  | 20-0                                                | 8 мая 2004                                          | Лавмор Нду (38-6-1)                                 | UD 12                                               | Лас-Вегас, США                                      | 117-111, 115-113, 116-112. Защитил титул WBC International, выиграл титул WBA Fedelatin в первом полусреднем весе. Финал отборочного турнира IBF. |
| 19                                                  | 19-0                                                | 28 февраля 2004                                     | Викториано Соса (37-3-2)                            | TKO 4 (12), 2:51                                    | Лас-Вегас, США                                      | Защитил титул WBC International в первом полусреднем весе.                                                                                        |
| 18                                                  | 18-0                                                | 6 декабря 2003                                      | Карлос Маусса (17-0)                                | TKO 8 (12), 2:07                                    | Баямон, Пуэрто-Рико                                 | Защитил титул WBC International в первом полусреднем весе. Маусса в нокдауне в 3 раунде.                                                          |
| 17                                                  | 17-0                                                | 13 сентября 2003                                    | Деметрио Себальос (26-4)                            | TKO 7 (12), 2:28                                    | Лас-Вегас, США                                      | Защитил титул WBC International в первом полусреднем весе. Претендентский бой WBA.                                                                |
| 16                                                  | 16-0                                                | 28 июня 2003                                        | Рокки Мартинес (38-8-1)                             | KO 2 (12), 2:48                                     | Баямон, Пуэрто-Рико                                 | Защитил титул WBC International, выиграл вакантный титул WBO NABO в первом полусреднем весе.                                                      |
| 15                                                  | 15-0                                                | 19 апреля 2003                                      | Джоэл Перес (24-5-2)                                | KO 4 (10), 1:29                                     | Фресно (Калифорния), США                            | |
| 14                                                  | 14-0                                                | 1 февраля 2003                                      | Сесар Басан (39-5-1)                                | TKO 11 (12), 0:16                                   | Лас-Вегас, США                                      | Выиграл вакантный титул WBC International в первом полусреднем весе.                                                                              |
| 13                                                  | 13-0                                                | 22 ноября 2002                                      | Убальдо Эрнандес (18-9-2)                           | KO 7 (10), 1:31                                     | Кагуас, Пуэрто-Рико                                 | |
| 12                                                  | 12-0                                                | 14 сентября 2002                                    | Джон Браун (23-9)                                   | UD 10                                               | Лас-Вегас, США                                      | 100-88, 100-89, 100-89. |
| 11                                                  | 11-0                                                | 30 июля 2002                                        | Карлос Альберто Рамирес (20-5)                      | KO 3 (10), 2:34                                     | Кончо, США                                          | |
| 10                                                  | 10-0                                                | 22 июня 2002                                        | Джастин Джуко (36-6-1)                              | TKO 5 (10), 2:44                                    | Лас-Вегас, США                                      | |
| 9                                                   | 9-0                                                 | 3 мая 2002                                          | Хуан Анхель Масиас (26-16-2)                        | TKO 7 (10), 1:54                                    | Лас-Вегас, США                                      | |
| 8                                                   | 8-0                                                 | 1 марта 2002                                        | Сэмми Спаркман (14-8-1)                             | TKO 2 (10), 2:49                                    | Каролина, Пуэрто-Рико                               | |
| 7                                                   | 7-0                                                 | 11 января 2002                                      | Джошуа Смит (16-5)                                  | TKO 2 (8), 1:24                                     | Кагуас, Пуэрто-Рико                                 | |
| 6                                                   | 6-0                                                 | 28 июля 2001                                        | Артуро Родригес (10-6)                              | KO 2 (6), 2:52                                      | Лос-Анджелес, США                                   | |
| 5                                                   | 5-0                                                 | 1 июля 2001                                         | Рудольфо Лансфорд (11-14-1)                         | TKO 4 (6), 1:00                                     | Сан-Хуан, Пуэрто-Рико                               | |
| 4                                                   | 4-0                                                 | 20 мая 2001                                         | Мартин Рамирес (4-11)                               | UD 4                                                | Сан-Хуан, Пуэрто-Рико                               | 40-36, 40-36, 40-36. |
| 3                                                   | 3-0                                                 | 28 апреля 2001                                      | Уаклими Янг (2-2)                                   | UD 4                                                | Нью-Йорк, США                                       | 40-36, 40-36, 40-36. |
| 2                                                   | 2-0                                                 | 30 марта 2001                                       | Джейкоб Годинес (4-10)                              | TKO 2 (4), 1:17                                     | Форт-Уорт, США                                      | |
| 1                                                   | 1-0                                                 | 23 февраля 2001                                     | Джейсон Дусе (дебют)                                | TKO 1 (4), 2:12                                     | Остин (Техас), США                                  | |
| Бой                                                 | Рекорд                                              | Дата                                                | Соперник                                            | Результат                                           | Место боя                                           | Данные о бое |